# آسف
آسف (به آلمانی: Asphe) یک رود در آلمان است که در هسن واقع شده‌است.